# FamilyMart
FamilyMart Co., Ltd. (株式会社ファミリーマート; Hepburn: Kabushikigaisha Famirīmāto) egy japán kisbolt hálózat, amely Japánban a második legnagyobb a 7-Eleven után. Világszerte 23 816 boltot üzemeltetnek Japánban, Kínában, Fülöp-szigeteken, Thaiföldön, Vietnámban, Indonéziában, Malajziában és a Kínai Köztársaságban.

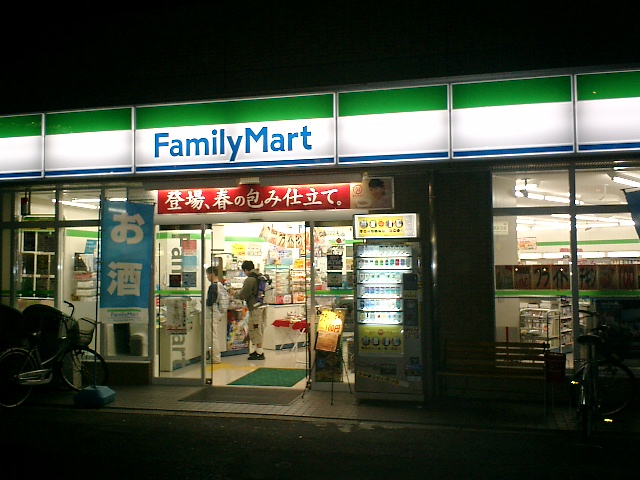
Egy üzlet Oszakában

A FamilyMart a FamilyMart UNY Holdings, Ltd. leányvállalata, amelyhez egyaránt hozzátartozik az Uny szupermarket lánc, ami 2016-ban olvadt egybe a vállalattal. Ennek során a Circle K Sunkus üzletek FamilyMart néven folytatták tovább a működésüket. A legtöbb részvénnyel az Itochu vállalat rendelkezik, 50%-os részesedéssel. A székhelyük a Tamachi Station Tower S toronyháznak a kilencedik emeletén helyezkedik el, Tokióban.
Japánul a kisboltok gyűjtőneve a konbini, általában éjjel-nappal nyitva tartanak. A kínálatukban elérhető minden általános kisbolti termék, magazinok, mangák, üdítőitalok, alkoholos italok, gőzgombócok, sült csirkék, onigirik és bentók. A FamilyMart a jellegzetes csengőszóról ismert, amely megszólal, amikor valaki belép vagy távozik az üzlethelyiségből.
Dél-Koreában az eredetileg FamilyMart hálózatot CU-nak keresztelték, továbbá a BGF Retail üzemelteti. Korábban a legnagyobb hálózatnak számított az országban.

## Növekedés és fejlődés
A legelső FamilyMart 1973-ban nyílt Szajamában, Szaitama prefektúrán belül.
Ázsia bizonyos területein, főleg Kínában, a mai napig tovább terjeszkednek. 2019 áprilisában 23 816 bolttal számolnak világszerte, gyors növekedéssel Japánon kívül, főleg Ázsia területén. Jelenleg 16 426 bolt üzemel Japánban, 3394 darab a Kínai Köztársaságban, 2561 darab Kínában, 988 darab Thaiföldön, 147 darab Vietnámban, 134 darab Indonéziában, 96 darab Malajziában és 70 darab a Fülöp-szigeteken.
A FamilyMart Japán összes prefektúrájában rendelkezik boltokkal, ezzel szemben a 7-Eleven Okinaván nem rendelkezik.
Kínában a következő városokban található boltjuk: Sanghaj, Szucsou, Sencsen, Kanton, Hangcsou, Csengtu, Vuhszi, Peking és Tungkuan.

## Külföldi terjeszkedés

### Kína
A FamilyMart 2004-ben nyitotta meg első boltját Kínán belül, Sanghajban. Azóta tovább terjeszkedtek Szucsouba, Sencsenbe, Kantonba, Hangcsouba, Csengtuba, Vuhsziba, Pekingbe és Tungkuanba. 2018-ban szerződést kötöttek a JD.com elnevezésű vállalattal, hogy háztól-házig (Jing Dong Dao Jia) szállító szolgáltatást lehessen igénybe venni a FamilyMart bizonyos üzleteiből.

### Malajzia
A FamilyMart 2016 novemberében nyitotta meg első üzletét Malajzia fővárosában, Kuala Lumpurban. Annak köszönhetően vált felkapottá, hogy az országban elsőként forgalmaztak közértben kapható csavart fagylaltot és friss harapnivalókat.
Malajziában a QL Resources és Maxincome Resources cégek rendelkeznek a FamilyMart Malaysia tulajdonjogával, ennek kapcsán 20 éves szerződést kötöttek a FamilyMart Co Ltd. vállalattal.
A FamilyMart Malaysia ételeinek a választéka kizárólag halal összetevőkkel készül. A jóváhagyott ételek csomagolásán feltüntetik a halal logóját. A Japánból, Koreából, illetve Kínai Köztársaságból importált ételek és termékek vizsgálaton esnek keresztül, hogy semmiképp se tartalmazzanak harám összetevőket, amik közé sorolható például a sertéshús vagy az alkohol.
A tervek szerint 2025-re országszerte 1000 boltot fognak üzemeltetni, ezáltal megismertetve a konbini fogalmát Malajziával.

### Dél-Korea
A FamilyMart 1989-ben lépett be a dél-koreai piacra egy közös megegyezés alapján a Bokwang Group, mai nevén BGF Retail vállalattal. A 2012-es év júniusában az idáig FamilyMart Co., Ltd. és BGF Retail által együtt irányított bolthálózatot átnevezték CU-ra, és ettől kezdve a BGF Retail volt az egyedüli tulajdonosa. A FamilyMart 2014 márciusára vonta ki magát teljes mértékben a dél-koreai piacról.
A múltban a Keszong iparvidéken, valamint a Kumgang-hegynél található turisztikai régióban is üzemeltettek boltokat, viszont mostanra ezek bezártak.
2016-os számadatok alapján Dél-Koreában jut egy főre a világon a legtöbb kisbolt, hiszen az országban működő üzletek száma meghaladja a 35 000 darabot.

### Fülöp-szigetek
A FamilyMart 2013-ban nyitotta meg az első üzletét a fülöp-szigeteki Makatiban. A láncot a Philippine FamilyMart CVS, Inc. üzemelteti, amelyre nem rég szert tett a Phoenix Petroleum Philippines Inc. nevezetű olajtársaság.

### Kínai Köztársaság
Tajvanban 1988 augusztusában nyitott meg a legelső FamilyMart. Itt a világon a második legnagyobb az egy főre jutó kisboltok száma, ebben mindössze Dél-Korea előzi meg. Míg az országban a 7-Eleven a legnépszerűbb hálózat, ebben a FamilyMart is a második helyet tudhatja magának.

### Egyesült Államok
A hálózat Amerikában Famima!! néven vált elhíresültté. Az első boltokat 2005-ben nyitották Los Angelesben, Kalifornia államon belül. Kétszáz tervezett üzlet helyett kilencnél többet sosem sikerült megnyitni. 2015-ben visszavonultak az amerikai piacról.

### Vietnám
A FamilyMart Vietnámban 2009-ben kezdte meg terjeszkedését, Ho Si Minh-városban. Eleinte a Phu Thai Group nevű vállalattal egyesültek az országban, hogy a boltokat üzemeltessék, ám 2013-ban számos üzlet felett önálló irányításba kezdett a vietnámi cég, és átnevezte azokat B’s Mart-nak. Ennek ellenére a FamilyMart továbbra is folytatja működését Vietnámban.

## Környezettudatosság
Japánban fontos szerepet játszik az újrahasznosítás. A közterületeken kevés szeméttároló van elhelyezve, saját maguknak kell a hulladékról gondoskodniuk az otthonukban. A különböző típusú hulladékokat megadott napokon gyűjtik. 2014-es adatok alapján a PET palackok 93,5%-át gyártották újrahasznosított műanyagból.
A japán állam célul tűzte ki, hogy 2020-ra fizetőssé tegyék a műanyag bevásárló táskákat a boltok országszerte. Jaszuo Furuszava, a Tokiói nagyvárosi kormányhivatalának egyik igazgatójának becslése alapján Tokióban egy lakos évente átlagosan 200 darab műanyag bevásárló táskát használ fel. Az egy főre jutó fogyasztása meghaladja az európai átlag mértéket. 
Néhány üzletlánc már eleget tett a javaslatnak, ellenben a konbinik továbbra is ellenzik a bevezetését, attól tartva, hogy elriasztaná a vásárlókat. Ezek a kisboltok elegendő nyomást képesek gyakorolni a kormányra, hogy ne léphessen érvénybe országos szintű tilalom.
A FamilyMart 1997-ben megnyitotta az első olyan boltot Japánban, amelyik az áramot napenergiára cserélte. Azóta a többi üzletlánc megelőzte, a 7-Elevennek nem kevesebb, mint 1400 üzlete alkalmaz napenergiát. Az utóbbi más szempontból is úttörőnek számít, hiszen boltjait elektromos járművek töltésére alkalmas eszközökkel szerelte fel. A legnagyobb kihívásnak a környezetbarát boltok infrastruktúrájának kiépítésében a költségek bizonyulnak, ugyanis 30%-kal magasabbak, mint egy hagyományos üzlet esetében.

## Munkaerőhiány
Az országban kritikus mértékben növekszik a munkaerőhiány, és a Gazdasági, Kereskedelmi és Ipari minisztérium felmérése alapján a kisbolthálózatok tulajdonosainak a 61%-a nyilatkozta, hogy nincs elég alkalmazottjuk, amely majdnem háromszorosa a 2014-es adatoknak. 
Számos boltnak a nap 24 órájában fogadnia kell a vásárlókat, ugyanis szerződés írja elő számukra. A FamilyMart 2019. júniusától 270 darab boltjában csökkentett nyitvatartási időt vezet be, és hat hónapon át fogja tesztelni. A cél az, hogy a dolgozók túlterhelése nélkül is problémamentesen üzemeljenek az üzletek.
2018-ban Abe Sinzó törvényjavaslatára lazítottak a külföldiek munkavállalásának a feltételein, és új vízumtípusok létrehozásával a következő öt évben 340 000 fővel több külföldi dolgozót remélnek. A FamilyMart ennek hatására megváltoztatta a dolgozóktól elvárt követelményeket, és a fekete mellett bármilyen természetes hajszínt elfogadnak azóta, továbbá az udvarias nyelvezetnek is kevésbé szigorúan írják elő a használatát.

## Speciális szolgáltatások

### FamilyMart Saedo Store
2019 áprilisában megnyitott Jokohamában a FamilyMart és a Panasonic Corporation közös munkájával az újgenerációs FamilyMart Saedo Store. Az új üzletük legfőbb jellegzetessége, hogy az IoT technológiát (magyarul tárgyak internete) fogja használatba helyezni, annak érdekében, hogy növeljék a nyereséget és a hatékonyságot. 
Számos boltjukban elérhető a vonalkódos fizetés, miután felfedezték az igényt a készpénz nélküli vásárlásra, valamint az önkiszolgáló kasszák is egyre elterjedtebbek, hogy megküzdjenek a növekvő munkaerőhiánnyal. Az IoT technológia bevezetése egy új lépcsőfoknak számít, és lehetővé teszi az arcfelismerő fizetést, a termékek megrendelését egy telefonos applikáción keresztül, az adatgyűjtést, illetve adatfelhasználást, elősegíti a munkaerőhiány kiküszöbölését, az alacsonyabb költségvetést és a vásárlók elégedettségét is szolgálja. A boltot hőérzékelő kamerákkal szerelték fel, amelyek képesek beazonosítani a tárgyakat és az árcédulákat.

### Edzőtermek
2018 februárjában a FamilyMart megnyitotta az első edzőtermét Tokióban egy üzletük második emeletén. Az edzőterem mindennap 24 órán keresztül nyújt szolgáltatást, azonban a kora reggeli és késő esti órákban nem áll rendelkezésre személyzet, ezért telefonos applikáción keresztül lehet igénybe venni segítséget az eszközök használatához. A tervek alapján 300 darab edzőteremmel bővítenék a számukat a következő öt évben.

### Mosodák
A FamilyMart 2020-ra 500 üzletben tervezi az aprópénzzel működő mosógépek bevezetését. A gépeket és egyéb eszközöket egy japán elektronikai cikkeket gyártó vállalattól, az Aqua Co.-tól szerzik be. A létező üzletek esetén a parkolókban alakítják ki a szükséges helyet, a jövőben pedig a mosógépeknek is biztosítanak teret az újonnan épülő üzlethelyiségekben. A tervek szerint a szolgáltatás 24 órán keresztül elérhető lesz mindennap, a vásárlókat arra ösztönzik, hogy amíg a mosást intézik, addig használják ki az üzletekben elérhető étkezőrészt.

### Airbnb
2018-ban az Airbnb több üzletlánccal összefogott, hogy a 2020-as tokiói olimpia hatására rohamosan növekvő turizmust kiszolgálják. Akik az oldalon foglaltak szállást, egyes FamilyMart üzletekben is bejelentkezhetnek a szobájukba egy táblagép segítségével. A szállásadók kihelyezett zárdobozokban hagyhatják a kulcsokat.